# Johan Hendrik Gallée

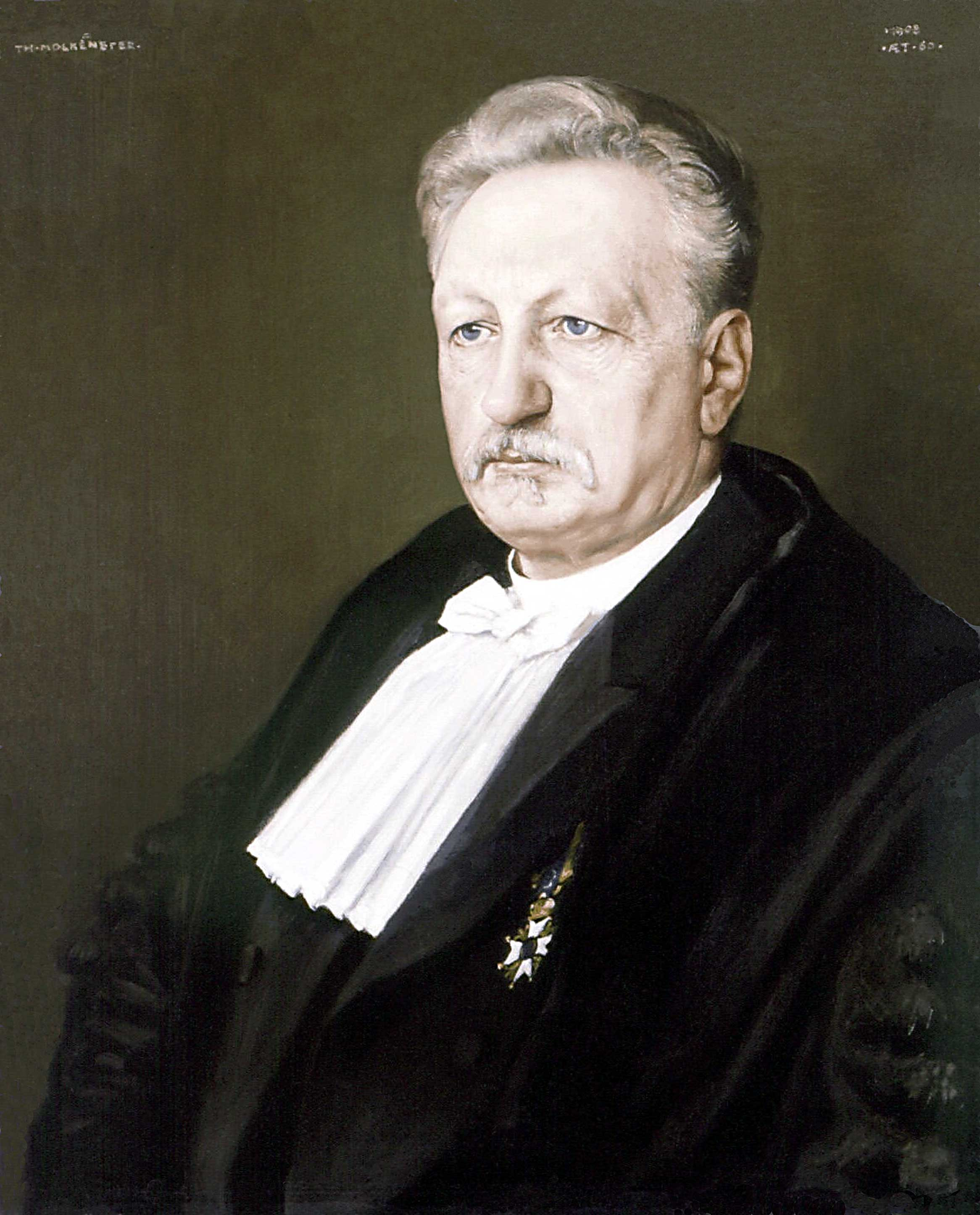
Johan Hendrik Gallée im Alter von 60 Jahren, Gemälde von Theo Molkenboer

Johan Hendrik Gallée (* 9. September 1847 im Dorf Vorden in der Gemeinde Bronckhorst; † 3. Februar 1908 in Utrecht) war ein niederländischer Germanist, Anglist und Niederlandist.

## Leben
Johan Hendrik Gallée wurde als Sohn des Bürgermeisters Johannes Hermannus Gallée (1822–1901) und dessen Frau Neeltje van Olst (1820–1890) geboren. An seinem Geburtsort wurden sein Großvater, sein Vater und sein Bruder Bürgermeister. Nach dem Besuch der Schule in Achterhoek, bezog er als dreizehnjähriger das Gymnasium in Zutphen. Am 28. September 1866 immatrikulierte er sich für ein Studium der Literatur an der Universität Leiden. Hier wurden Matthias de Vries, Hendrik Kern, Carel Gabriel Cobet, Willem George Pluygers (1812–1880) und Robert Jacob Fruin seine prägenden Lehrer. Am 27. Juni 1873 promovierte er mit der Abhandlung De dramatische vertoningen in de middeleeuwen (frei deutsch übersetzt: Die dramatische Tonentwicklung im Mittelalter) unter de Vries zum Doktor der Philosophie.
Ab 1872 war er Lehrer für niederländischen Sprache und Literatur am Gymnasium in Haarlem und ab 1879 in gleicher Eigenschaft am Gymnasium in Utrecht. 1881 wurde er an der Universität Utrecht zum Dozenten für altgermanische und vergleichende sprachwissenschaftliche Studien ernannt und am 23. Juni 1882 zum Professor für Gotische Sprache, Grundlagen für Sanskrit, Grundlagen der vergleichenden Indogermanischen Sprachwissenschaften, der allgemeinen deutschen und insbesondere der Angelsächsischen und Mittelhochdeutschen Sprache berufen. Diese Aufgabe übernahm er am 22. September mit der Einführungsrede De invloed van de taalstudie op het gebied der letteren en op de mythologie (frei deutsch übersetzt: Der Einfluß der Sprachstudien auf dem Gebiet der Literatur und der Mythologie).
Als solcher untersuchte er die Entstehung und Geschichte der verschiedenen niederländischen Dialekte. Vor allem beschäftigte er sich auch mit der hochdeutschen, mittelhochdeutschen und der anglizistischen Sprache. Zudem beteiligte er sich an den organisatorischen Aufgaben der Hochschule und war  1890/91 Rektor der Alma Mater. Diese Aufgabe legte er mit der Rede De wording van het woord en de ontwikkeling der taal (frei deutsch übersetzt: Der Ursprung des Wortes und die Entwicklung der Sprache) nieder.  Er wurde Mitglied der Koninklijke Vlaamse Academie van België voor Wetenschappen en Kunsten, Mitglied der Gesellschaft für niederländische Literatur in Leiden und war Ritter des Ordens vom niederländischen Löwen.
Gallée heiratete am 17. Juli 1873 in Den Haag Wibbina Geertsema (1850–1937), Tochter von Johan Herman Geertsema und dessen Frau Arendina Wichers. Aus der Ehe stammt eine Tochter.

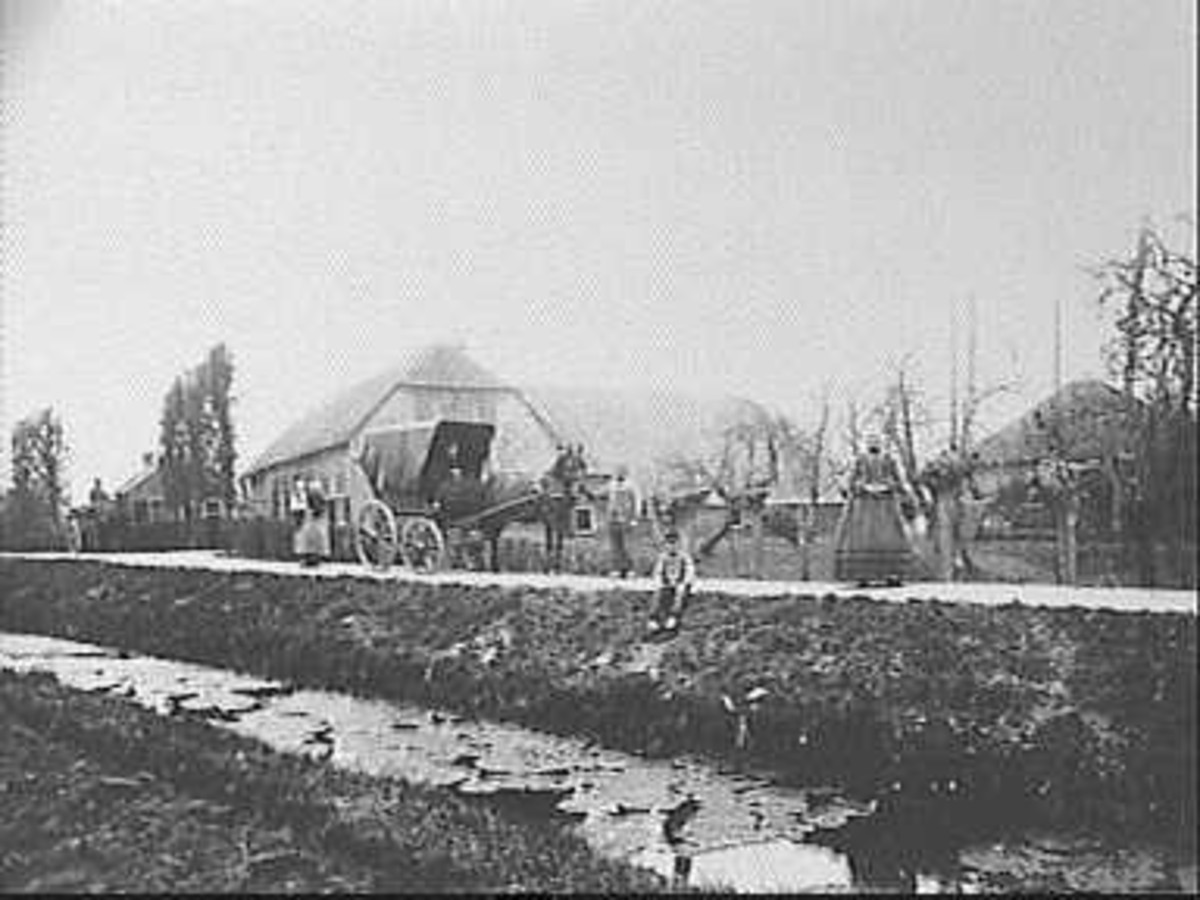
Breudijk
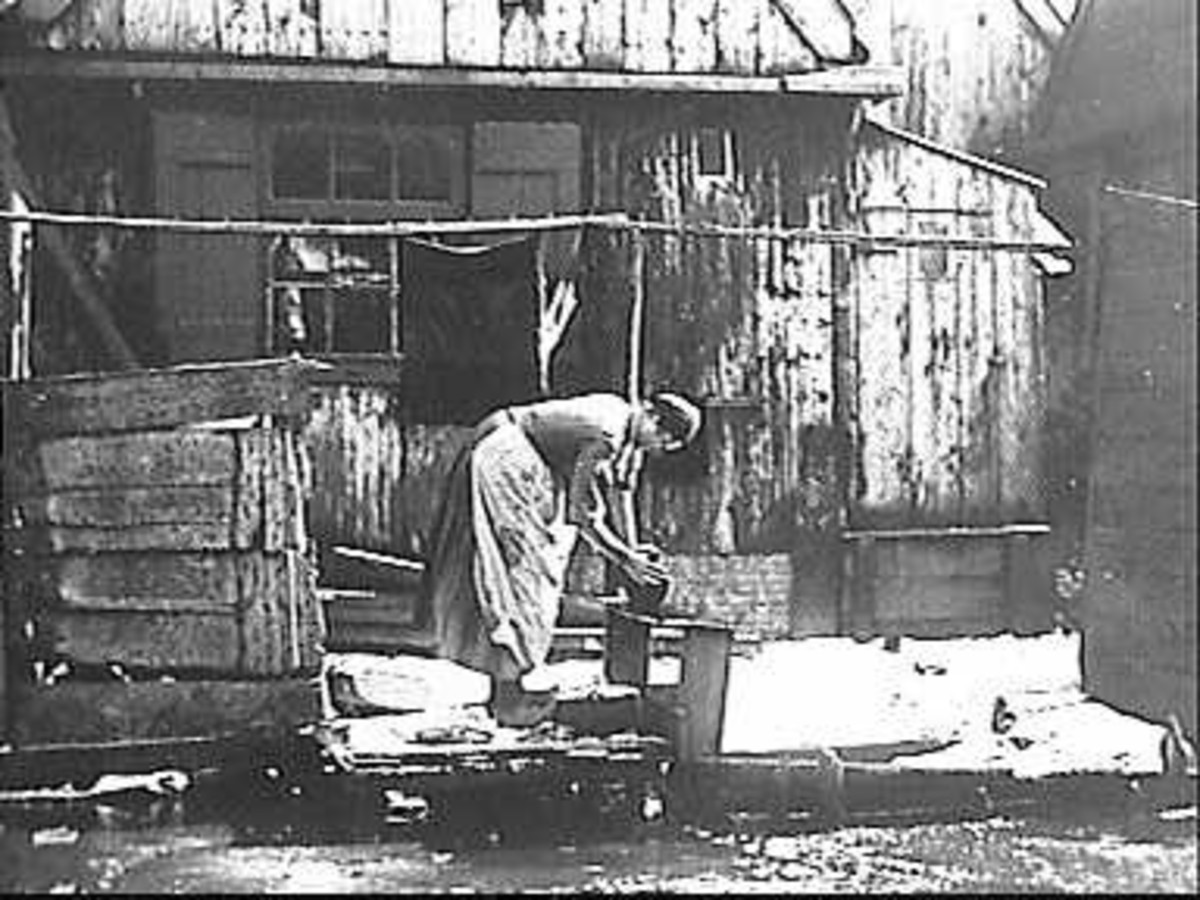
Volendam
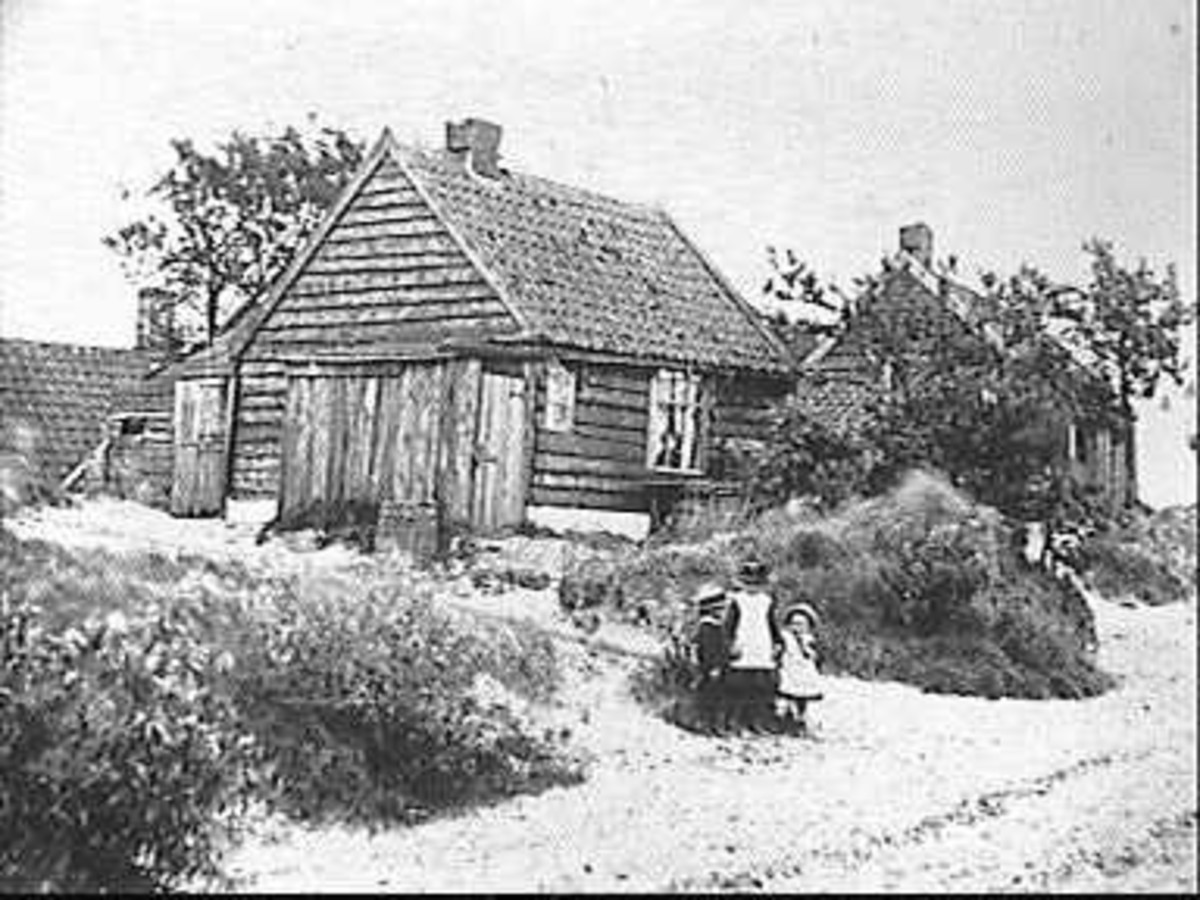
Arbeiterwohnhaus
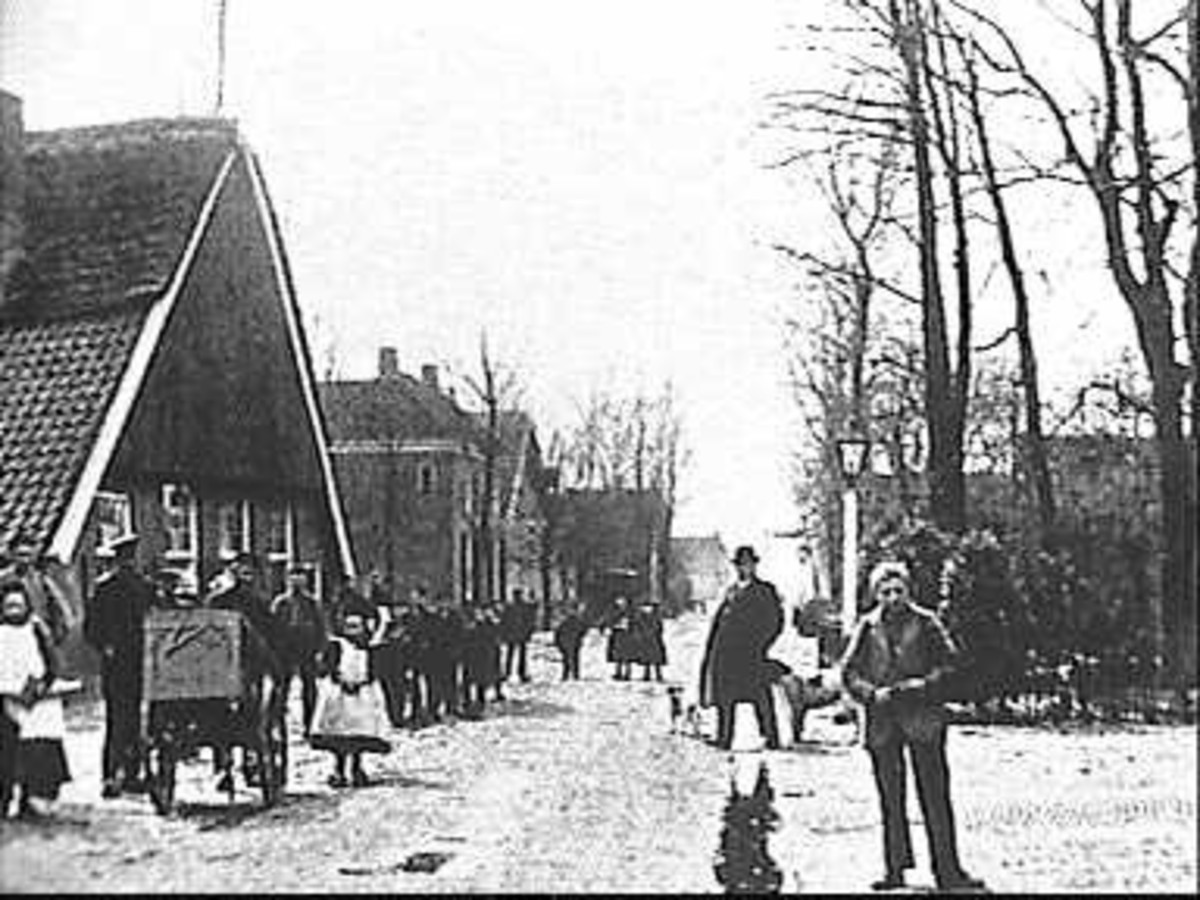
Vriezenveen

## Werke (Auswahl)

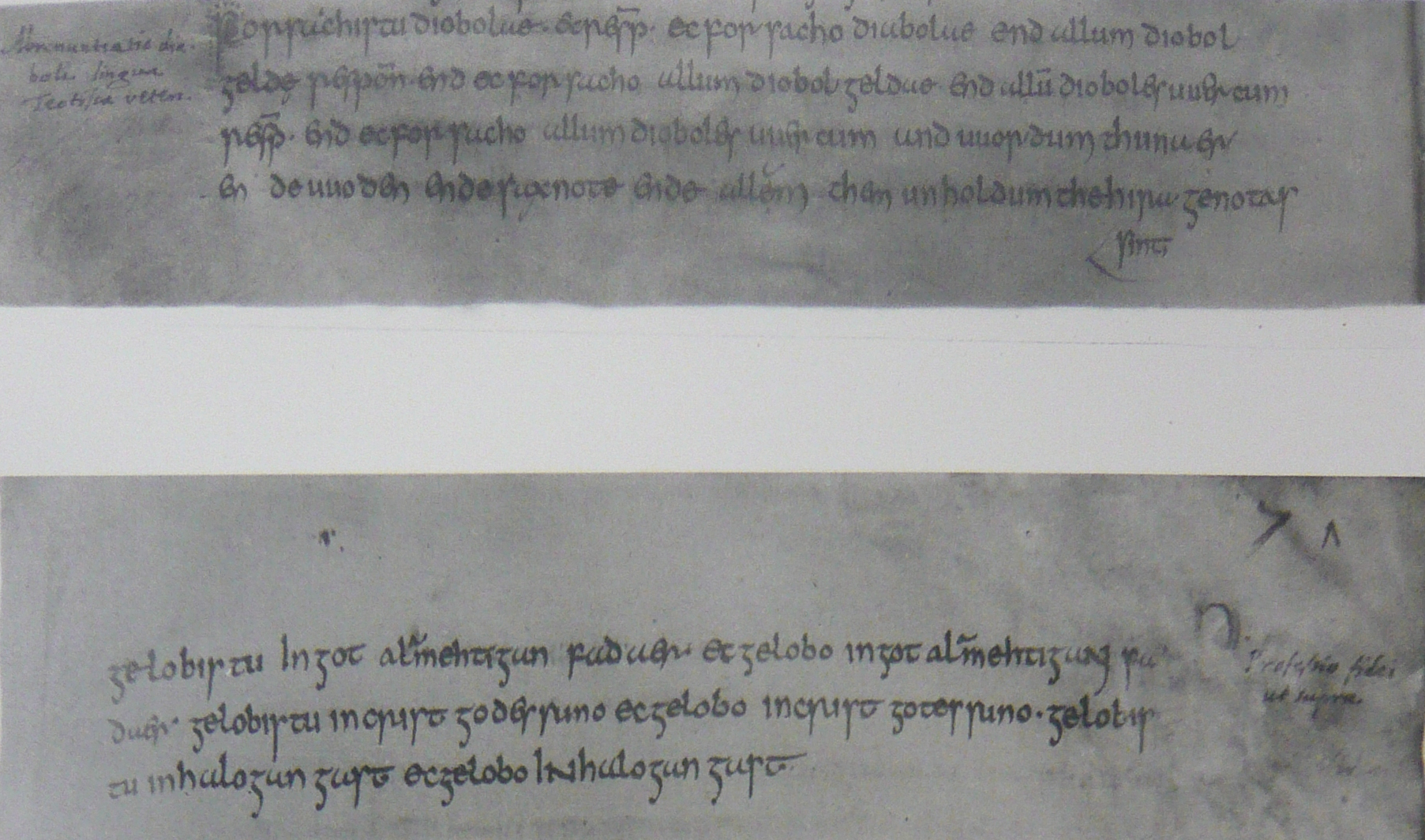
Altsächsische Sprachdenkmäler

- Bijdrage tot de geschiedenis der dramatische Vertooningen in de Nederlanden gedurende de middeleeuwen. Haarlem 1873
- Academie en Kerkeraad, 1617-1632. Utrecht 1877, 1878
- De Bode. Driemaandelijksch Overzicht der Nederlandsche taal- en letterkunde en van de periodieke pers der verwante talen. Haarlem, 1. Jg.; (April 1877-April 1878).
- Altsächsische Laut- und Flexionslehre. Haarlem 1878.
- Gutiska.
  - I. Lijst van Gotische woorden, wier geslacht of buiging naar analogie van andere Gotische woorden of van het Oudgermaansch wordt opgegeven. Utrecht 1880
  - II. De adjectieven in het Gotisch en hunne suffixen. Utrecht 1882
- Nog eenige ten opzichte van genus of flectie onzekere Gotische woorden. Utrecht 1882
- De invloed van de taalstudie op het gebied der letteren en der mythologie. Utrecht 1882
- De wording van het woord en de ontwikkeling der taal. Utrecht 1891
- Altsächsische Grammatik. Halle (Saale)-Leiden 1891, 1910
- Altsächsische Sprachdenkmäler. Leiden 1894, englisch: Oldsaxon Texts. Leiden 1895.
- Woordenboek van het Geldersch-Overijselsch dialect. Deventer 1895, Den Haag 1896
- Het boerenhuis in Nederland en zijn bewoners. Utrecht 1908, Zwolle 1978